# Pilostyles
Pilostyles ist eine Gattung von parasitären Pflanzen, deren elf Arten in den westlichen USA, in Mittel- und Südamerika, im südlichen Afrika, im Süden Australiens sowie im Iran und im Irak vorkommen. Die Pilostyles befallen ausschließlich Wirtspflanzen der Familie der Hülsenfrüchtler.
Durch die starke Anpassung an die parasitäre Lebensweise fehlen bei Pilostyles grundlegende Strukturen, die sonst bei Pflanzen vorkommen, nämlich Sprossachsen, Blätter, Wurzeln und Chlorophyll. So leben Pilostyles gänzlich innerhalb von anderen Pflanzen, und lediglich deren Blüten und Früchte, die in etwa die Größe eines Streichholz-Kopfes erreichen und aus dem Stamm der Wirtspflanze wachsen, sind äußerlich sichtbar.
Die Pilostyles durchziehen die Wirtspflanze mit Fäden, und jeder Wirt wird von lediglich einer Pflanze befallen, die entweder männlich oder weiblich ist. Es ist noch weitgehend ungeklärt, wie die Blüten befruchtet werden und wie es den Samen gelingt, die nächste Wirtspflanze zu erkennen und zu befallen. Eine 2013 veröffentlichte Studie zeigte auf, dass bei P. aethiopica und P. hamiltonii die Befruchtung durch Fliegen erfolgt und die Verbreitung der Samen durch Vögel. Bei P. aethiopica und P. haussknechtii waren zwei Drittel der befallenen Wirtspflanzen von männlichen Parasiten bewohnt. 2,7 % der befallenen Wirtspflanzen beherbergten männliche und weibliche Pilostyles.
Die Pflanzen verfügen über rudimentäre, zurückgebildete Chloroplasten mit lediglich fünf oder sechs Genen. Pilostyles übernimmt nicht nur Nährstoffe vom Wirt, sondern mittels horizontalem Gentransfer auch benötigte Gene.

## Arten
Stand 2024 sind folgende Arten anerkannt:
Kolumbien
- Pilostyles boyacensis[5]

Mexiko, westliche USA
- Pilostyles thurberi

Südliches Afrika
- Pilostyles aethiopica

Iran, Irak
- Pilostyles haussknechtii

Süd- und Mittelamerika
- Pilostyles berteroi
- Pilostyles blanchetii
- Pilostyles maya
- Pilostyles mexicana

Australien
(Angaben zur Wirtspflanze nach)
- Pilostyles coccoidea, wächst in Pflanzen der Gattung Jacksonia
- Pilostyles collina, wächst in Gastrolobium
- Pilostyles hamiltonii, wächst in Daviesia

Alle australischen Pilostyles befallen Hülsenfrüchtler der informellen, monophyletischen Gruppe der Mirbelioiden (engl. mirbelioids), die wiederum in der informellen non-protein amino acid-accumulating clade angesiedelt ist.